# Ami obscura
Ami obscura là một loài nhện trong họ Theraphosidae.
Loài này thuộc chi Ami. Ami obscura được miêu tả năm 1875 bởi Ausserer.